# 阵营 (龙与地下城)
阵营是在桌面角色扮演游戏龙与地下城游戏设定中，对角色、生物以及集团所持的伦理道德态度的分类。早期版本的龙与地下城中，提供了三个阵营让玩家选择：守序，代表重视荣誉和对社会规则的尊重；混沌，代表无视荣誉、秩序和社会规则；中立，代表并非以上两种的中立立场。进阶龙与地下城又提供了另一个座标轴：善良、中立和邪恶，与之前的座标轴组合形成了现在的九大阵营。
一版和二版的專家級龙与地下城均使用此種陣營框架，并延续到三版的龙与地下城。2008年发行的第四版将阵营縮减為五个：善良、守序善良、邪恶、混乱邪恶、無陣營。2014年發行的五版再度回復至九大陣營。

## 坐标系
| 守序善良 | 中立善良 | 混亂善良 |
| 守序中立 | 絕對中立 | 混亂中立 |
| 守序邪惡 | 中立邪惡 | 混亂邪惡 |

### 善良与邪恶
根据生物和人物是否乐于帮助他人，是否为了一己私利而伤害他人，可以将其划分为善良阵营、中立阵营和邪恶阵营。
善良者尊重生命，乐於帮助他人，有时候甚至愿意牺牲自己去拯救他人。
邪恶者往往没有同情心，为了自己的利益不惜伤害、杀死他人，也常常奴役强迫他人为自己服务。
中立者则介于两者之间，他们往往不会主动伤害无辜，但也不会为了他人而牺牲自己。有些中立阵营的生物会主动帮助自己的朋友，但对陌生人的求救置若罔闻。

### 守序与混乱
根据生物和人物是否诚实，是否遵守法律與信用，可以将其划分为守序阵营、中立阵营和混乱阵营。
守序者严守誓言，遵纪守法，重视传统，服从权威。
混乱者不喜欢被约束，崇尚个体自由，对誓言不太看重。
中立者也介于两者之间，往往不会主动破坏法律，但也不会积极的维护它，不会主动打破约定的习俗，有时也会为了某种目的而说谎。

### 注意事项
1. 部分生物并不能严格的做到每件事情都完全符合其阵营（即使是混乱邪恶的恶魔在印记城中也会为了保住性命而短暂的遵守秩序），而玩家角色这一点尤其明显。
2. 龙与地下城是一款角色扮演游戏，阵营是游戏设定的一部分。所以九大阵营并不能简单的应用于现实生活中的人物，而大部分的地下城主也不欢迎在游戏中过多的讨论“杀害豺狼人是善良还是邪恶”诸如此类的问题。
3. 守序和混乱的英文原文是Law/Chaos，目前汉语中存在多种译法。Law有时也被翻译成秩序，Chaos有时被翻译成无序/叛逆等。
4. 陣營並非是永遠不變的，隨著遊戲進行玩家的行為可能會導致角色陣營轉變。刻板印象中的邪惡生物也有可能出現善良的個體，例如著名的卓爾精靈崔斯特·杜堊登。

## 九大阵营（一版至三版）
在二版（專家級龙与地下城）、三版（包括3E和3R）规则中，结合善良/邪恶、守序/混乱这两个因素，将阵营分为九大阵营。
每一个人物、生物、神祇和位面都应属于某一个阵营。资料集《Complete Scoundrel》列举了一些现实世界中的虚构角色作为参考。

### 守序善良
守序善良也被稱為“十字軍”陣營或“聖徒”陣營。典型的守序善良人物的行為總是出於慈愛，並懷有榮譽感和責任感。守序善良的國家會有運作良好的政府機構為人民服務。正直的騎士、聖騎士和大部分的矮人都屬於守序善良陣營，守序善良的生物則包括金龍和翼獅。守序善良的人物會受到眾人的期待，他們嚴守紀律，毫不猶豫地挺身與邪惡對抗。他們只說實話、信守承諾、幫助需要援助的人，而且面對不義之事必出言反對，並且守序善良的人物不願見到未受懲罰的罪行。
守序善良的人物，特別是聖骑士，時常自己陷於善良與法律相衝突的兩難處境。比如履行誓言可能會傷及無辜時，或在宗教法規和地方法律相矛盾時。
守序善良的好處是可以結合榮譽感與同情心。
在資料集《Complete Scoundrel》中，蝙蝠俠、迪克·崔西和印第安那·瓊斯都被列為守序善良陣營。

### 中立善良
中立善良也被稱作“施恩者”陣營。中立善良的人物以自己的良知為指引，為他人付出而不求回報，但同時也注意盡量不破壞法律或戒條。他們也願意替國王或領主工作，但卻不認為自己對他們負有義務。在行善的過程中如果他們感到自己不得不觸犯法律，他們也不會像守序善良的角色那樣陷入進退兩難的內心鬥爭。 半人馬、地侏、巨鷹和偽龍等生物都屬於中立善良陣營。
中立善良的好處是，行善標準不會被階級偏見所影響。
蘇洛和蜘蛛人在《Complete Scoundrel》都被列為中立善良陣營的典型例子。

### 混亂善良
混亂善良也被稱作是“反抗者”陣營、“無憂者”陣營或“犬儒者”陣營。混亂善良的人物支持任何使世界變得更好的變化，蔑視一切有礙社會進步的官僚機構。他們不僅將自己的自由看得極為重要，而且也重視他人的自由。他相信善良與正義，卻不服從法律與規矩，他們痛恨脅迫、教唆他人的行為。他們總想做好事，但其理論和行為卻常常不為世人所接受。
赤銅龍、獨角獸、大多數的精靈和部分妖精都是混亂善良陣營的生物。
混亂善良人物常會因為感到受人指使而在團隊內製造矛盾，比起有計劃的行動他們更喜歡即興發揮。混亂善良陣營的人物不介意用惡毒的手段製裁他們認為是邪惡的人，即便並不喜歡這樣做，但他們本身卻並不帶有惡意。法師伊爾明斯特也是典型的混亂善良角色。
混亂善良的好處是，可以結合善良與自由。
羅賓漢、《螢火蟲》中的Malcolm Reynold和《太空堡壘卡拉狄加》中卡拉·星芭兒·崔斯上尉的被認為是混亂善良的代表。

### 守序中立
守序中立也被稱為“審判者”陣營或“遵紀者”陣營。典型的守序中立人物信仰榮耀、戒律、傳統或個人信條行事，聽從命令與組織；他們常依循自己的原則行事，不會因為人們的央求或邪惡的誘惑而動搖。一個守序中立的社會常執行嚴謹的法律以維持社會秩序，同時將傳統和先例看得極為重要。服從命令的士兵，鐵面無私的執法者和清規戒律的僧侶都屬於守序中立陣營。
守序中立對善惡持中立態度，但這不代表他們是不道德的、是道德虛無主義者或是沒有道德立場。他們只不過是將道德觀念永遠置於服從信條、傳統或者法律之下。他們通常有強烈的倫理信條，但這一信條是首先基於其信念體系，而非基於善惡認同。
選擇守序中立的長處是，博得人們的信賴與尊重的同時，不必成為一個盲目的狂熱分子。
詹姆士·龐德、奧德修斯和《大鏢客》中椿三十郎都被認為是典型的守序中立人物。

### 絕對中立
絕對中立，也作完全中立、中立中立，被稱為“無立場者”陣營或“中立者”陣營。他們對善良與邪惡、守序與混亂都沒有特別的偏好。一個只關心餵飽家人的農夫是絕對中立陣營的，大多數無法作出道德判斷的動物也是絕對中立陣營的，八面玲瓏、處處討好的狡黠角色也是絕對中立的，熱愛田園生活的半身人 （又或如哈比人）也大都是絕對中立的。大多數絕對中立者缺乏信仰，而非信仰中立。
但也有一些絕對中立者並非沒有立場，而是自願在各陣營間保持平衡。他們將會覺得善良與邪惡、守序與混亂，都是單純的偏見和危險的極端。紅寶石龍薩狄沃便屬於這一陣營，雖然貴為寶石龍主宰，但實際上祂與同類間並沒有什麼太大的差異，也沒有想要嘗試引領他們的方向。 灰鷹世界中的魔鄧肯將這一主張發揮到極致，他投身中庸之道以確保沒有任何一個陣營或任何一股勢力能夠控制法蘭尼斯。
德魯伊總是追隨絕對中立的平衡信念，在龍與地下城的進階規則中甚至規定德魯伊必須屬於這一陣營。在第二版《玩家手冊》(Player's Handbook)中給了一樣一個例子：一個典型的德魯伊可能會參與討伐豺狼人的戰鬥，但當豺狼人即將滅族時又會轉而幫助豺狼人。
選擇絕對中立的長處是，可以不受偏見或強迫的影響，自然地作出選擇。
《古墓奇兵》中的蘿拉·卡芙特、《德古拉》中的Lucy Westenra和《星際大戰》早期的走私犯韓·索羅都顯現出絕對中立陣營的特徵。

### 混亂中立
混亂中立，也被稱為“無政府主義者”或“自由人”陣營。混亂中立的人物只聽從自己的心聲，無視一切法規與傳統。但他們卻並不會刻意破壞組織，因為他們並不受善良（例如解放他人）或邪惡（例如折磨異己）的願望驅使。儘管他們崇尚自由，但他們自己的自由是最重要的。善良與邪惡對他們而言永遠排在他們對自身自由的需求之後。關於他們唯一能確信的事情就是他們完全不能被確信。但這並不代表混亂中立者毫無理性，他們過橋時不太可能會無緣無故地從橋上跳下去，他們有自成一套的邏輯。
混亂中立的人物不在乎別人的感受，但他們也並不會以折磨他人為樂。他們會加入一個團隊只是因為團隊的目標和他自己的目標一致。他們痛恨被人命令，而且在自我達成的過程中會顯得十分自私。混亂中立者不一定沒有目標，但他們達成這一特殊目的方式常常是混亂的、異端的或者完全無法預料的。大部分的半獸人、半精靈、野蠻人和許多吟遊詩人與盜賊都屬於混亂中立陣營。
混亂中立陣營有一個不太常見的子集：“強烈混亂中立”，這一陣營的角色混亂到看上去像瘋子。他們會為了變換而經常改變自身的行為和態度，並會為了自身破壞秩序結構的理念而去擾亂組織。這一子集的角色包括異度風景設定中的混亂會，和第三版《玩家手冊》中的Hennet。
混亂中立的長處是，能夠從社會制約與道德束縛中解放出來，得到真正的自由。
《神鬼奇航》中的傑克·斯派羅船長，電視劇《朽木》中艾爾·斯沃斯和《紐約大逃亡》中的獨眼蛇·普里斯肯在資料集《Complete Scoundrel》中都被列為混亂中立陣營的代表。。

### 守序邪惡
守序邪惡，也被稱為“支配者”陣營或“魔鬼崇拜者”陣營。這一陣營的人物將良好的組織系統視為一個便利的工具，由慾望而凝聚的團體，並通過組織展現出集體的負面特性。他們樂於信守承諾並服從命令，但毫不在意他人的權利和自由，也不介意曲解條令規則來滿足自己的趣味。部分守序邪惡的人物有某些禁忌，如：不殺生（卻命令屬下去做）或不傷害小孩（如果他們有用的話），他們認為這樣已經比無法無天的惡人要“好”。 藍龍、眼魔、食人魔巫師、大哥布林都是守序邪惡陣營的生物；暴君、毫無信念且組織良好的傭兵、忠於命令而樂於殺戮的士兵，都屬於守序邪惡陣營。
有些守序邪惡的人物將邪惡視為一種信念，就像守序善良的人物信仰善良一樣。除了為達自己目的而傷害他人，他們也以散播邪惡為樂。他們也可能侍奉邪惡的神祇或主人，將惡行視為工作的一部份。 魔鬼是典型的守序邪惡生物，這也是“魔鬼崇拜者(Diabolic)”這一別稱的由來。
像守序善良的聖武士一樣，一些守序邪惡的角色有時也會面臨服從條令和施行邪惡的兩難處境。只不過他們所困惑的是“我違反命令會不會被懲罰？”和“這件事情能讓我有多大的好處？”這兩個問題。
守序邪惡的可怕在於：這是有系統、有計劃地作惡，因此常獲得成功。
《星際大戰》中的賞金獵人波巴·費特《X戰警》中萬磁王都被認為屬於守序邪惡陣營。

### 中立邪惡
中立邪惡，也被稱為“犯罪者”陣營。這一陣營的人物表現出最典型的自私，能毫不遲疑地出賣自己暫時的盟友。他們不會額外製造無謂的殺戮和破壞，但如果為了達成自己的任何目的，比如圖財謀色、為了方便、甚至為了娛樂都可以毫不猶豫的殺人。如果有利可圖他們也能遵守規章制度，但一旦阻礙了他的目的他也能毫不猶豫的破壞紀律。總體來說，中立邪惡的人物為了自己可以做出任何事，做的任何事情都是為了自己。
怨魂、囚魂屍以及大部分的黑暗精靈、哥布林、伊特怪和狗頭人等都屬於中立邪惡陣營。對規矩有些許尊敬且不濫殺無辜的殺手，在背著上級另有密謀的追隨者，為了更好的佣金臨陣倒戈的佣兵，都屬於這一陣營。
中立邪惡的可怕在於表現出全然的邪惡，完全沒有榮譽感與差異性。這一陣營的惡棍可以比守序邪惡或者混亂邪惡的人物更危險，因為他們既不會被任何榮譽或傳統所束縛，也不會被混亂或嗜殺所妨礙。
資料集《Complete Scoundrel》中認為《X戰警》中魔形女和電視劇《迷失》中早期的索耶都屬於中立邪惡陣營。

### 混亂邪惡
混亂邪惡，又被稱為“毀滅者”陣營或“惡魔化身者”陣營。這一陣營的人物對規則、秩序，他人的生命、自由毫不在意，他們在乎的只有自身極端自私和殘暴的慾望。他們為了自己的貪婪、憤怒或破壞欲會衝動地無惡不作，但若為了讓自己享受混亂與恐懼，他們會幹出更恐怖的事情。他們將自己的自由看得極為重要，卻完全無視他人的生命和自由。他們只有被強迫的時候才會與人合作，其上級可能還會面對反叛與刺殺的危險。他們拒絕服從命令，只有當害怕被懲罰時他們才會收斂一些。
這一陣營的人物十分享受他人的痛苦，且視榮譽和自律為弱點。但混亂邪惡陣營的人物並沒有責任不時虐殺他人以表現邪惡，或不時違抗命令以顯示混亂。為了復仇或毀滅是施行瘋狂計劃的術士、樂於製造恐怖氣氛的連環殺手、紅龍、 吸血鬼、豺狼人、大部分的獸人、食人魔以及其他一些智力有限的怪物都屬於這一陣營。惡魔是典型的混亂邪惡陣營的生物，這也是這一陣營的別稱“惡魔化身者”的由來。
混亂邪惡的可怕在於其毀滅的不僅是美麗與生命，也摧毀維持著美麗和生命的秩序。
《金剛》中的卡爾·丹漢和《星際傳奇》中的里察·雷迪都被認為是屬於混亂邪惡陣營。

## 五大阵营（四版）
在四版規則中，先前的九大陣營簡化成為五大陣營，分別是：善良、守序善良、邪惡、混亂邪惡、無陣營。

### 善良
道德观：自由与慈爱。
該陣營的角色坚信帮助并保护危境中的弱者是正确的。他可能被要求把他人的利益放在自己的利益之上，有时这就意味着对自身造成损害。  
善良之人与邪恶之人在最基本的观念上相互冲突，他们之间激烈对抗，无法和平共处。善良之人与守序善良的角色相处得还不错——尽管善良的角色觉得守序善良的队友可能有点太死板，太遵守规矩，而不是径直去做应该做的事。:19

### 守序善良
道德观：文明与秩序。
該陣營的角色重視品德准则、法律、领导者的权威，并認為这些准则是达成理想的最佳方式。正直的当权者鼓励臣民们趋善，防止他们互相伤害。守序善良的角色与善良的角色同样看重生命的价值，並更為強調世界需要掌權者來保护弱者和扶助受压迫者。正確、正義、真誠的傑出斗士是守序善良的典范，为了阻止邪恶在世上蔓延，他們敢於冒險甚至犧牲。 
当掌权者开始利用其权力牟取私利，当法律開始授予部分人特权且将其他人降級為奴隸或賤民，法律也就屈從了邪恶，合法权力也異化成了暴政。該陣營的角色不仅能夠反對这样的不公正，並且在道德上也必定會這麼做。不过，該陣營的角色还是会尽量在体制范围内纠正这些问题，而不愿采取叛變和非法的方式。:19–20

### 邪恶
道德观：暴虐与仇恨。
該陣營的角色不一定非要伤害别人，但是他们很愿意掌握他人的弱点并借此得到他们想要的东西。 
該陣營的角色合理地利用规则和法令来让个人所得最大化。他们不关心这些法律是否会伤害到他人。他们支持那些给予他们权力的社会结构，即使权力建立在奴役其他人的基础上。邪恶之人不仅赞同，而且向往奴隶制和森严的階級制度，只要他们还处在受益的位置上。:20

### 混乱邪恶
道德观：无序与毁灭。
該陣營的角色完全不顾及其他人。他们认为自己才是唯一重要的，他们杀戮、盗窃、出卖别人，以求获取力量。他们惯于食言，他们的行为带来毁灭。他们的世界观极其扭曲，会毁掉所有跟他们的兴趣没有直接关系的人和东西。 
在善良和守序善良的人看来，混乱邪恶跟邪恶一样可恶，甚至更加遭人憎恨。混乱邪恶的怪物，比如恶魔和兽人，威胁到文明和安定的程度比起邪恶的怪物有过之而无不及。邪恶和混乱邪恶的生物都是善良之人的死敌，但是他们互相之间并没有多少敬意，很少会为共同目标而合作。:20

### 無陣營
道德观：没有阵营，没有立場。
該陣營的角色不会主動伤害他人，但是在無利可得的情况下也不会冒险幫助他人。當支持法律和秩序能使他們受益時，他們會這麼做。他們重视自己的自由，却不会过多地保护他人的自由。
一些無陣營的人和大部份無陣營的神並非在選擇陣營上猶豫不決，而是選擇「不選擇」，這可能是因為他們認為善良和邪惡兩邊都對他們有好處，也可能是因為他們認為道德與自己無關。死神鴉及其信徒屬於後者，她們認為道德的選擇與她們的使命無關，因為死亡終究會降臨於所有生命，無論是什麼陣營。:20

## 九大阵营（五版）
五版中的九大陣營和三版之前的設定大同小異，但加上了無陣營。以往無法做出道德和倫理選擇的生物，如野生動物會歸類在完全中立，現在歸成無陣營。玩家手冊中以鯊魚為例，雖然牠是凶猛的獵食者，但並不邪惡，屬於無陣營。
另一點不同之處在於以往龍與地下城遊戲中除了四版以外陣營往往與玩家的職業有關，例如聖武士必須保持守序善良，武僧為守序，德魯伊為中立，野蠻人和吟遊詩人屬於非守序陣營。
五版在這方面則沒有特別明確的限制(聖武士仍有不同的誓言要遵守)。

### 守序善良 Lawful good (LG)
傾向作出符合社會期許的正確行為。金龍、聖骑士和大部分的矮人屬於守序善良。:122

### 中立善良 Neutral good (NG)
根據對方需求不同而傾力相助的類型。大部分的天界生物、部分雲巨人和大多數的地侏（gnomes）屬於中立善良。:122

### 混亂善良 Chaotic good (CG)
依照良心行事，不太在意其他人的看法。紅銅龍、多數精靈和獨角獸屬於混亂善良。:122

### 守序中立 Lawful neutral (LN)
行為按照法律、傳統或是個人的原則。多數武僧和部分魔法師屬於守序中立。:122

### 中立 Neutral (N)
偏好避免碰觸道德問題與不選邊站的生物，或是只想做當下認為最恰當的行為。蜥蜴人、絕大多數的德魯伊和許多人類屬於完全中立。:122

### 混亂中立 Chaotic neutral (CN)
隨性所至，將個人自由擺在首位。多數野蠻人、盜賊，一部分的吟遊詩人屬於混亂中立。:122

### 守序邪惡 Lawful evil (LE)
除了傳統、忠誠或是規則的限制外，以有條不紊的方式獲取一切個人利益的生物。魔鬼、藍龍、大哥布林是守序邪惡。:122

### 中立邪惡 Neutral evil (NE)
可以做出任何事，且毫無憐憫和猶豫。許多卓爾精靈、部分雲巨人、幽妖族（yugoloths）是中立邪惡。:122

### 混亂邪惡 Chaotic evil (CE)
以貪婪、憎恨或是嗜血驅動，作出反覆無常的暴力行為。惡魔、紅龍和獸人是混亂邪惡。:122

## 文化影響
網絡上有網友根據陣營的定義，將相似或相近的題材圖片按照其與定義的相符性並按照陣營的坐標排列成九宮格圖，並稱之為“陣營九宮格”，這種二次創作得到廣泛流傳而出名。一般所使用的陣營為三版前的定義，而且每個陣營都存在代表其特性的世界觀。